# Вейнберг, Сидни
Сидни Вейнберг (англ. Sidney Weinberg; 12 октября 1891 — 23 июля 1969) — американский банкир, «Мистер Уолл-стрит», глава финансовой группы Goldman Sachs во время Великой Депрессии и Второй Мировой войны.

## Биография

### Ранние годы
Сидни Вейнберг родился в семье выходца из Польши Пинкуса Вейнберга — владельца винной лавки и активиста еврейской общины Бруклина. Он был третьим ребёнком из 11. Семья жила бедно, дети спали по трое в одной кровати, Сидни стал зарабатывать с десяти лет, продавая газеты и разделывая устриц для торговца рыбой. В 1905 году Вейнберг стал работать курьером сразу в нескольких конкурирующих брокерских компаниях, когда об этом стало известно, он был уволен отовсюду.
В 1906 году Вейнберг, окончив восьмой класс, завершил школьное образование.
В 1907 году — стал работать разносчиком дамских шляп, получая $2 в неделю. Во время паники на Уолл-стрит зарабатывал, продавая место в очереди клиентам, которые хотели забрать деньги из банка. Заработал на этом около $15.
В этом же году Сидни Вейнберг устроился в Goldman, Sachs & Co. помощником коменданта (зарплата — $3 в неделю). Его первым заданием была чистка латунной пепельницы — он сохранил эту пепельницу, как сувенир.

### Карьера в Goldman, Sachs & Co.
В 1909 году Вейнберг привлек внимание одного из партнеров фирмы, Пола Сакса, который посоветовал молодому человеку продолжить учёбу. Вейнберг, в это время учившийся на курсах бухгалтеров в колледже Брауна, Бруклин, послушал Сакса и поступил Нью-Йоркский университет на вечерние курсы. Обучение оплатил Сакс. Плата составила $25. Вейнберг прослушал курс по инвестиционно-банковской деятельности. Позже он прослушал также курс по валютным операциям в Колумбийском университете. Тот же Пол Сакс повысил Вейнберга и перевел его на работу в отдел по обработке корреспонденции, который тот реорганизовал.
В годы Первой мировой войны Сидни Вейнберг служил во флоте. На военной службе он тоже сумел привлечь внимание командования и был переведен с противолодочного корабля, где был коком, на службу в правление военно-морской разведки в Норфолке, Вирджиния. Во время службы в управлении он занимался досмотром заходивших в порт судов.
После войны Вейнберг вернулся на работу в Goldman, Sachs. Он стал трейдером в отделе ценных бумаг, получая $28 в неделю. Результаты его работы впечатлили руководство, и Вейнбергу выделили долю в прибыли фирмы — одну восьмую процента.
В 1925 году Goldman Sachs приобрели Вейнбергу место на Нью-Йоркской фондовой бирже.
В 1927 году он стал партнером Goldman Sachs и участвовал в руководстве инвестиционными фондами, включая Goldman Sachs Trading Corp.
В 1930 году Сидни Вейнберг стал старшим партнером и возглавил фирму, спасая её от банкротства. Он был главой Goldman Sachs вплоть до своей смерти в 1969 году.

## Личная жизнь
В 1920 году Сидни Вейнберг женился на Хелен Ливингстон. У них было два мальчика — Джон Ливингстон (англ. John Livingston Weinberg) и Сидни Джим младший (англ. Sidney J. "Jim" Weinberg, Jr.). Они оба являлись партнерами Goldman Sachs. Его внук, Питер Вейнберг(англ. Peter Weinberg), возглавлял европейское отделение компании.